# Emblematik

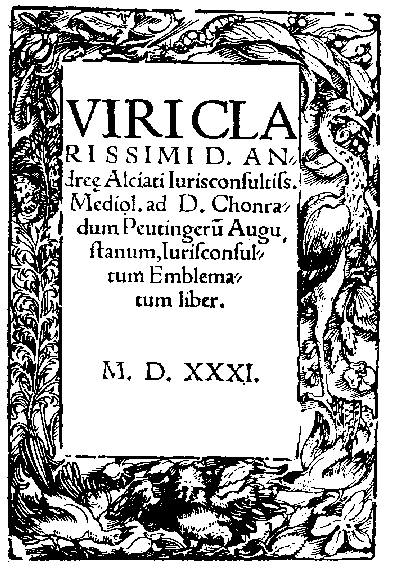
Titelsidan från den första emblemboken Emblemata från 1531 av Andrea Alciati

Emblematik är läran om emblem och deras användning. Två kända emblematiska verk är Andrea Alciatis Emblematum liber (1531) och Cesare Ripas Iconologia (1593). Det första svenska verket om emblematik är Abraham Sahlstedts Sinnebildskonsten (1758).